# Tiro com arco nos Jogos Olímpicos de Verão de 2020 - Equipes femininas
A competição por equipes femininas do tiro com arco nos Jogos Olímpicos de Verão de 2020 foi disputada em 23 e 25 de julho de 2021 no Parque de Yumenoshima, em Tóquio. Um total de 36 arqueiras de 12 Comitês Olímpicos Nacionais (CON) participaram do evento.

## Qualificação
Doze equipes se classificaram para o evento por equipes femininas. Os oito principais CONs no Campeonato Mundial de Tiro com Arco de 2019 se qualificaram diretamente. Uma vaga foi reservada para o país anfitrião, Japão; o torneio final de qualificação olímpica de 2021 concederia três ou quatro vagas, dependendo se o Japão se classificasse pelo Campeonato Mundial. Como o Japão não o fez, três vagas foram distribuídas no torneio final de qualificação.
As equipes que se classificaram também receberam três vagas de qualificação automática para seus membros no evento individual.

## Formato
Tal como nos outros eventos de tiro com arco, as equipes femininas competem com arco recurvo e na distância e regras de 70 metros aprovadas pela World Archery. 12 equipes de 3 arqueiras cada participam das fases eliminatórias. A competição começa com a fase de ranqueamento, na qual cada arqueira atira 72 flechas (esta é a mesma fase de ranqueamento usada para a prova individual feminina). As pontuações combinadas são usadas para definir as equipes na chave de eliminação única, com as quatro melhores avançando diretamente para as quartas de final. Cada partida consiste em quatro conjuntos de 6 flechas, duas por arqueira. A equipe com maior pontuação no set – total das seis flechas – recebe dois pontos de set; se as equipes estiverem empatadas, cada uma recebe um ponto de set. A primeira equipe com cinco pontos vence a partida. Se a partida estiver empatada em 4–4 após 4 sets, um desempate é usado com cada arqueira da equipe atirando uma flecha; se a pontuação do set de desempate permanecer empatada, a flecha mais próxima do centro vence.

## Calendário
Horário local (UTC+9)
| Data                | Horário                      | Fase                                                                   |
| ------------------- | ---------------------------- | ---------------------------------------------------------------------- |
| 23 de julho de 2021 | 9:00                         | Fase de ranqueamento                                                   |
| 25 de julho de 2021 | 9:30 13:45 15:15 16:15 16:40 | Oitavas de final Quartas de final Semifinais Disputa pelo bronze Final |

## Medalhistas
|  | KOR Coreia do Sul                   |  | ROC                                           |  | GER Alemanha                                 |
|  | An San Jang Min-hee Kang Chae-young |  | Svetlana Gomboeva Elena Osipova Ksenia Perova |  | Michelle Kroppen Charline Schwarz Lisa Unruh |

## Recordes
Antes desta competição, os seguintes recordes eram estabelecidos:
| Fase de ranqueamento – 216 flechas | Fase de ranqueamento – 216 flechas                        | Fase de ranqueamento – 216 flechas | Fase de ranqueamento – 216 flechas | Fase de ranqueamento – 216 flechas |
| ---------------------------------- | --------------------------------------------------------- | ---------------------------------- | ---------------------------------- | ---------------------------------- |
| Recorde mundial                    | Coreia do Sul Kang Chae-young Lee Eun-kyung Chang Hye-jin | 2053                               | Antália                            | 21 de maio de 2018                 |
| Recorde olímpico                   | Coreia do Sul Park Sung-hyun Yun Ok-hee Joo Hyun-jung     | 2004                               | Pequim                             | 9 de agosto de 2008                |

## Resultados

### Fase de ranqueamento
| Pos. | CON                | Arqueiros                                                | Total | 10s | Xs |
| ---- | ------------------ | -------------------------------------------------------- | ----- | --- | -- |
| 1    | KOR Coreia do Sul  | An San Jang Min-hee Kang Chae-young                      | 2032  | 104 | 39 |
| 2    | MEX México         | Alejandra Valencia Aída Román Ana Paula Vázquez          | 1976  | 81  | 29 |
| 3    | USA Estados Unidos | Jennifer Mucino-Fernandez Casey Kaufhold Mackenzie Brown | 1970  | 73  | 24 |
| 4    | JPN Japão          | Miki Nakamura Azusa Yamauchi Ren Hayakawa                | 1957  | 74  | 25 |
| 5    | CHN China          | Yang Xiaolei Wu Jiaxin Long Xiaoqing                     | 1952  | 67  | 16 |
| 6    | ROC                | Svetlana Gomboeva Elena Osipova Ksenia Perova            | 1945  | 70  | 23 |
| 7    | TPE Taipé Chinês   | Tan Ya-ting Lei Chien-ying Lin Chia-en                   | 1937  | 71  | 23 |
| 8    | ITA Itália         | Lucilla Boari Chiara Rebagliati Tatiana Andreoli         | 1936  | 60  | 16 |
| 9    | GBR Grã-Bretanha   | Bryony Pitman Sarah Bettles Naomi Folkard                | 1916  | 65  | 22 |
| 10   | GER Alemanha       | Michelle Kroppen Charline Schwarz Lisa Unruh             | 1909  | 65  | 19 |
| 11   | UKR Ucrânia        | Lidiia Sichenikova Veronika Marchenko Anastasia Pavlova  | 1889  | 60  | 14 |
| 12   | BLR Bielorrússia   | Karyna Kazlouskaya Hanna Marusava Karyna Dziominskaya    | 1882  | 42  | 5  |

### Fase eliminatória
Toda essa fase, das oitavas de final até a definição das medalhistas, ocorreu em 25 de julho de 2021.
| Oitavas de final | Oitavas de final | Oitavas de final | Oitavas de final | Oitavas de final | Oitavas de final | Oitavas de final | Oitavas de final |  |   | Quartas de final | Quartas de final   | Quartas de final | Quartas de final | Quartas de final | Quartas de final | Quartas de final | Quartas de final |  |    | Semifinais        | Semifinais | Semifinais | Semifinais | Semifinais | Semifinais | Semifinais | Semifinais |  |                     | Final               | Final               | Final               | Final               | Final               | Final               | Final               | Final |
|                  |                  |                  |                  |                  |                  |                  |                  |  |   |                  |                    |                  |                  |                  |                  |                  |                  |  |    |                   |            |            |            |            |            |            |            |  |                     |                     |                     |                     |                     |                     |                     |                     |       |
|                  |                  |                  |                  |                  |                  |                  |                  |  |   |                  |                    |                  |                  |                  |                  |                  |                  |  |    |                   |            |            |            |            |            |            |            |  |                     |                     |                     |                     |                     |                     |                     |                     |       |
|                  |                  |                  |                  |                  |                  |                  |                  |  |   | 1                | KOR Coreia do Sul  | 6                | 58               | 56               | 56               |                  |                  |  |    |                   |            |            |            |            |            |            |            |  |                     |                     |                     |                     |                     |                     |                     |                     |       |
| 9                | GBR Grã-Bretanha | 3                | 52               | 52               | 45               | 53               |                  |  | 8 | ITA Itália       | 0                  | 54               | 52               | 49               |                  |                  |                  |  |    |                   |            |            |            |            |            |            |            |  |                     |                     |                     |                     |                     |                     |                     |                     |       |
| 8                | ITA Itália       | 5                | 51               | 53               | 46               | 53               |                  |  |   |                  |                    |                  |                  |                  |                  |                  |                  |  | 1  | KOR Coreia do Sul | 5          | 54         | 57         | 53         |            |            |            |  |                     |                     |                     |                     |                     |                     |                     |                     |       |
| 5                | CHN China        | 3                | 50               | 54               | 53               | 52               |                  |  |   |                  |                    |                  |                  |                  |                  |                  |                  |  | 12 | BLR Bielorrússia  | 1          | 52         | 51         | 53         |            |            |            |  |                     |                     |                     |                     |                     |                     |                     |                     |       |
| 12               | BLR Bielorrússia | 5                | 55               | 50               | 53               | 53               |                  |  |   | 12               | BLR Bielorrússia   | 5                | 48               | 52               | 55               | 54               |                  |  |    |                   |            |            |            |            |            |            |            |  |                     |                     |                     |                     |                     |                     |                     |                     |       |
|                  |                  |                  |                  |                  |                  |                  |                  |  | 4 | JPN Japão        | 3                  | 52               | 51               | 55               | 48               |                  |                  |  |    |                   |            |            |            |            |            |            |            |  |                     |                     |                     |                     |                     |                     |                     |                     |       |
|                  |                  |                  |                  |                  |                  |                  |                  |  |   |                  |                    |                  |                  |                  |                  |                  |                  |  |    |                   |            |            |            |            |            |            |            |  |                     | 1                   | KOR Coreia do Sul   | 6                   | 55                  | 56                  | 54                  |                     |       |
|                  |                  |                  |                  |                  |                  |                  |                  |  |   |                  |                    |                  |                  |                  |                  |                  |                  |  |    |                   |            |            |            |            |            |            |            |  |                     | 6                   | ROC                 | 0                   | 54                  | 53                  | 51                  |                     |       |
|                  |                  |                  |                  |                  |                  |                  |                  |  |   | 3                | USA Estados Unidos | 0                | 49               | 49               | 53               |                  |                  |  |    |                   |            |            |            |            |            |            |            |  |                     |                     |                     |                     |                     |                     |                     |                     |       |
| 11               | UKR Ucrânia      | 2                | 50               | 51               | 52               | 52               |                  |  | 6 | ROC              | 6                  | 53               | 52               | 57               |                  |                  |                  |  |    |                   |            |            |            |            |            |            |            |  |                     |                     |                     |                     |                     |                     |                     |                     |       |
| 6                | ROC              | 6                | 52               | 52               | 51               | 54               |                  |  |   |                  |                    |                  |                  |                  |                  |                  |                  |  | 6  | ROC               | 5          | 54         | 51         | 57         |            |            |            |  |                     |                     |                     |                     |                     |                     |                     |                     |       |
| 7                | TPE Taipé Chinês | 2                | 54               | 54               | 49               | 50               |                  |  |   |                  |                    |                  |                  |                  |                  |                  |                  |  | 10 | GER Alemanha      | 1          | 54         | 48         | 52         |            |            |            |  |                     |                     |                     |                     |                     |                     |                     |                     |       |
| 10               | GER Alemanha     | 6                | 55               | 47               | 52               | 55               |                  |  |   | 10               | GER Alemanha       | 6                | 53               | 51               | 49               | 55               |                  |  |    |                   |            |            |            |            |            |            |            |  | Disputa pelo bronze | Disputa pelo bronze | Disputa pelo bronze | Disputa pelo bronze | Disputa pelo bronze | Disputa pelo bronze | Disputa pelo bronze | Disputa pelo bronze |       |
|                  |                  |                  |                  |                  |                  |                  |                  |  | 2 | MEX México       | 2                  | 48               | 48               | 54               | 49               |                  |                  |  |    |                   |            |            |            |            |            |            |            |  | 12                  | BLR Bielorrússia    | 1                   | 48                  | 51                  | 55                  |                     |                     |       |
|                  |                  |                  |                  |                  |                  |                  |                  |  |   |                  |                    |                  |                  |                  |                  |                  |                  |  |    |                   |            |            |            |            |            |            |            |  |                     | 10                  | GER Alemanha        | 5                   | 55                  | 53                  | 55                  |                     |       |